# Gøtugjógv
Gøtugjógv (duń. Gøtegjov, wym. ˈgøtʊʤɛgv) – miejscowość położona na Wyspach Owczych - archipelagu wysp wulkanicznych na Morzu Norweskim, stanowiącym terytorium zależne Królestwa Danii. Wieś leży na wyspie Eysturoy w gminie Eysturkommuna. Nazwę miejscowości tłumaczyć można, jako Rozpadlina Gøta i odnosi się ona do położonego w pobliżu wąwozu.

## Położenie
Miejscowość położona jest na zachodnim krańcu zatoki Gøtuvík. Usytuowana została pomiędzy wsiami Norðragøta na północy oraz Syðrugøta na południu. Wszystkie trzy miejscowości tworzą historyczny region o nazwie Gøta. Na zachód od miejscowości wznosi się szczyt Tyril (639 m n.p.m.), a także rozciąga się szczelina Gøtugjógv. W pobliżu miejscowości znajduje się także jeden z nielicznych na Wyspach Owczych parków leśnych, zwany Viðarlund við Gøtugjógv.

## Informacje ogólne

### Populacja
W 1985 roku w Gøtugjógv mieszkało 59 osób. Liczba ta zaczęła maleć do 42 mieszkańców w 1989, a następnie ponownie wzrosła, osiągając poziom 49 mieszkańców w 1993 roku. Później odnotowano kolejny ubytek populacji, która w 1995 zmalała do 41 osób, a w 1998 osiągnęła poziom 37 ludzi. Następnie zaobserwowano ponowny przyrost liczby mieszkańców, w roku 2000 było ich 43, w 2002 48, a w 2005 53. Następnie ponownie nastąpiło zmniejszenie się liczby mieszkańców do 51 w 2007 roku, 43 w 2011 i 39 w 2015.
Według danych na 1 stycznia 2016 roku liczba mieszkańców wsi wynosi 43 osoby. Mieszkają tam przeważnie osoby starsze, a jedynie 14,2% stanowią osoby w wieku przedprodukcyjnym, podczas gdy grupa powyżej sześćdziesiątego piątego roku życia 25,6%. Na 22 mężczyzn przypada 21 kobiet.

### Transport
W pobliżu miejscowości znajduje się przystanek autobusowy Gøtudalur, obsługiwany przez państwowe przedsiębiorstwo transportowe Strandfaraskip Landsins. Zatrzymują się na nim autobusy dwóch linii: 400 oraz 410. Pierwsza z nich łączy Tórshavn z Klaksvík przez Leirvík, Gøtudalur, Søldafjørður, Skálabotnur, Oyrarbakki oraz Kollafjørður. Druga pokonuje trasę Fuglafjørður - Kambsdalur - Gøtudalur - Leirvík - Klaksvík.

## Historia

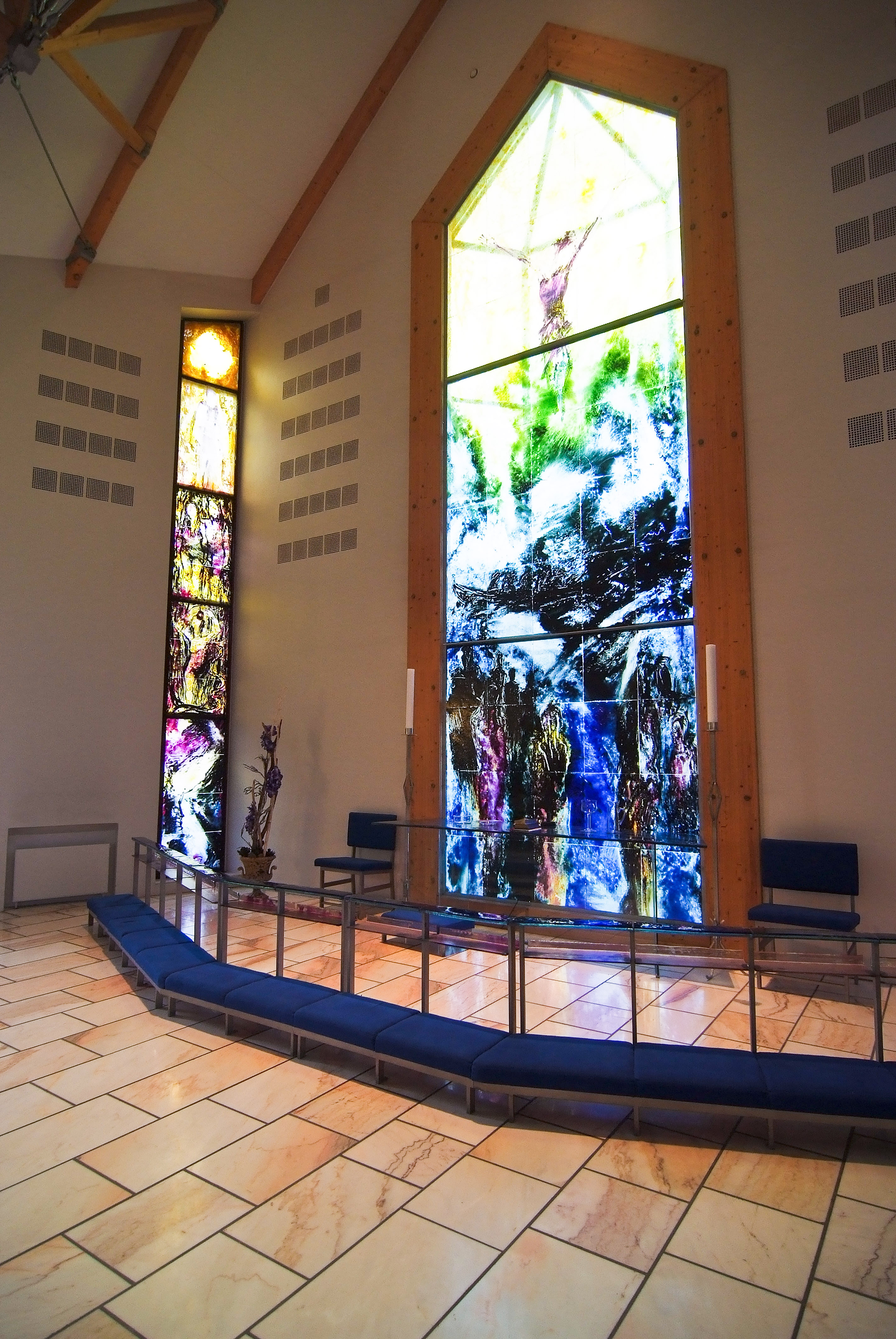
Ołtarz w kościele w Gøtugjógv.

Pierwsza wzmianka o Gøtugjógv, jako o osobnej miejscowości pochodzi z 1584 roku. W 1890 w miejscowości założono istniejącą do dziś szkołę podstawową. Na jej ścianie w 1974 roku umieszczono płaskorzeźbę Janusa Kambana upamiętniającą Tróndura í Gøtu, lokalnego wikinga, który około 1000 roku zdecydował się przeciwstawić chrystianizującemu Wyspy Owcze Sigmundurowi Brestissonowi. W latach 1980–1989 w miejscowości działała szkoła średnia Studentaskúlin í Eysturoynni, którą następnie przeniesiono do Kambsdalur.
25 czerwca 1995 roku w miejscowości konsekrowano nowy kościół dla regionu. Jego budowę motywowano głównie potrzebą zbudowania większej świątyni z uwagi na niewystarczające rozmiary starego kościoła. Konsekracji dokonał biskup Hans Jacob Joensen w obecności królowej duńskiej Małgorzaty II. Za dekorację kościoła odpowiadał znany farerski artysta Tróndur Patursson, który wykonał w nim wiele szklanych ozdób. Dzwonnica kościoła w postaci trzech krzyży symbolizuje krzyże Golgoty.